# Anolis megapholidotus
Espèce
Synonymes
- Norops megapholidotus (Smith, 1933)

Statut de conservation UICN

 LC  : Préoccupation mineure
Anolis megapholidotus est une espèce de sauriens de la famille des Dactyloidae. 

## Répartition
Cette espèce est endémique du Guerrero au Mexique.

## Publication originale
- Smith, 1933 : Notes on some Mexican lizards of the genus Anolis with the description of a new species, A. megapholidotus. Transactions of the Kansas Academy of Science, no 36, p. 318-320.